# Elisabeth Krumme
Elisabeth Krumme (geboren am 6. Oktober 1897 in Bromberg; gestorben am 11. Februar 1984) war eine deutsche Juristin und Strafrichterin am Bundesgerichtshof in Karlsruhe.

## Leben
Krumme wurde 1923 Richterin. Ab 1929 war sie Land- und Amtsrichterin am Landgericht Essen.
Ihre Beförderung zur Obergerichtsrätin erfolgte 1948; sie wurde dann an das Obergericht in Hamm versetzt. Vom 1. November 1950 bis zum 31. Oktober 1965 wirkte Krumme dann am Bundesgerichtshof in Karlsruhe als Strafrichterin im 4. Strafsenat in der Revisionsinstanz. Krumme war die erste Frau unter den 30 Richtern am einen Monat zuvor geschaffenen Bundesgerichtshof. In den Folgejahren wurden 1951 mit Gerda Krüger-Nieland und 1952 mit Else Koffka weitere Bundesrichterinnen berufen.